# Club Banco de la Provincia de Buenos Aires (La Plata)
O Club Banco de la Provincia de Buenos Aires-La Plata,  é um clube poliesportivo argentino da cidade de La Plata com destaque para o voleibol feminino que  ascendeu a máxima divisão nacional em 2016 e o masculino em 2024.

## Histórico
Em 3 de dezembro de 1918, um grupo de funcionários da Sede La Plata fundou o Clube Atlético Banco dela Provincia de Buenos Aires-La Plata, com o objetivo de fortalecer a união da família e a camaradagem, realizando práticas esportivas e sociais, que ajudam a fortalecer o espírito e o moral. O primeiro presidente foi o Sr. Luis C. Bonet (1918-1921).Em 1919,  Prefeito Municipal Sr.Juan José Alsina cede um terreno nas proximidades do Observatório Astronômico do Paseo del Bosque, surgiram as cores do Clube, calças azuis ou pretas e uma t-shirt com riscas verticais pretas e brancas, usadas no vestuário desportivo das diferentes modalidades, que ainda hoje se mantêm.
Os sucessores da presidência  foram: Sr.Pedro Bardi (1922-1923), Sr.Carlos L. Antelo (1924-1924), Sr.Jorge R. Somariva (1924-1928), Sr.Enrique Timor (1929-1932). Em 1928, já tinha um time de basquete e é realizada a primeira partida de futebol contra o Banco Nación. A sede foi inaugurada , foram adquiridos os primeiros livros para a biblioteca. No final de 1929, foram acrescentados os jogos de salão: bilhar, xadrez, damas, dominó, continuando com as atividades esportivas de futebol e basquete.
A sequência dos presidentes deram continuidade com: Sr.Raul Câmara (1933-1933) e o Sr.Ramón Castro (1934-1943), ocorreu uma crise que atingiu a cidade refletindo na sociedade local, e a sede é transferida para o imóvel localizado na Rua 45 nº 625, onde é construída uma quadra de bocha coberta, época que foi realizado um campeonato de tiro, oferecendo  jogos como pingue-pongue e dados, totaliza na época 304 sócios.
No final da década de 1930, em Assembleia Extraordinária, o nome Atlético foi renomeado, ficando definitivamente conhecido como Club Banco de la Provincia de Buenos Aires-La Plata. O clube teve como presidentes: Sr.Angel Franchi (1944-1945), Sr.Jacinto Figueroa (1946-1949).No clube já dispunham das modalidades: futebol, basquete, bocha, tênis, tênis crioulo, tênis de Mesa, natação, remo e diversos jogos de tabuleiro, praticadas na sede e outras no Clube Estudantil La Plata e nas Regatas Ensenada. Tornou-se filiado à Associação La Plata de Basquete e às Federações La Plata de Bocha e Tênis Criollo.
Outros presidentes: Sr.Juan Lázaro (1950-1955), Sr.Ricardo De Carli (1956-1958), Sr.Narciso Felipe Márquez (1959-1959), a sede corporativa foi ampliada, implantaram uma sala de jantar em estilo americano e inauguradas salas para atividades culturais e sociais, ofereceu cursos de dança popular, para as crianças teve cinema, teatro, corais e apresentações de marionetes, iniciou desenvolvimento do ciclismo, bilhar, práticas de pescas, filiando-se às Federações Argentinas de Pesca e Ciclismo, além da biblioteca possuir 11.000 volumes.
Seguindo na festão do clube os presidentes: Sr.José Roberto Cametti (1960-1963), Sr.Vicente Pedro Saiz (1964-1966), Sr.Alberto Caballero (1967-1968) e Sr.Enrique Beaugier (1969-1970).O clube passa a fazer parte dos Serviços Sociais do banco ocorre transmissão do imóvel situado no nº 10 nº 784.É adquirida uma quinta casa no City Bell para campo esportivo, inaugurada em 05 de fevereiro de 1966, que conta com piscina, jogos infantis, quadras de bola aberta, vôlei, bocha e futebol.
A colônia de férias é criada para filhos e parentes dos associados. Nas competições nacionais e internacionais, o ciclismo, a pesca e o basquetebol obtêm resultados brilhantes. O clube está inscrito na Liga Platense de Futebol Amador. A sala de leitura da biblioteca é ampliada, com 12.800 volumes. As gestões da presidência seguiram com Sr.Santos Martin (1970-1974), Sr.Heitor Matelo (1974-1976) e Sr.Alberto Grassi (1976-1979).
A Prefeitura local cede o terreno localizado em frente ao Campo Desportivo, onde estão instalados dois campos de futebol. A sala de jantar foi construída, com cozinha totalmente equipada e salão de festas no piso superior, construíram churrasqueira, estacionamento e duas quadras de boliche. tem início os trabalhos do Ginásio Indoor.
São incorporadas as disciplinas das escolas de Karatê, Ginástica Feminina, Handebol, Voleibol, Basquete e Karatê-Do, filiando-se à Federação Metropolitana de Voleibol e à Federação de Natação da Província de Buenos Aires. Começa a celebração do Festival Esportivo e foi inscrito no Cadastro de Entidades de Bem Público. Festivais, clubes, bailes são realizados. A Diretoria de Bibliotecas Populares da Província de Buenos Aires promove a Biblioteca à primeira categoria, fechando a década com 16.200 volumes.
A entidade contou com os presidentes: Sr.Aldo Ramírez (1980-1985), Sr.Benjamín Camblor (1986-1987), Sr.Enrique Irrazabal (1988-1988), Sr.Juan A. Di Lisio (1988-1989), Sr.Antonio Postiglione (1989-1992). Em 10 de outubro de 1980 foi inaugurado o Ginásio de Esportes de City Bell, promoveram cursos de fotografia, iniciação coral, teatro, artes plásticas, etc. A festa de quinze anos é implementada para que as filhas dos interioranos que completaram tal idade possam realizar o sonho da “festa”.
o clube criou a Casa do Estudante e a equipe de Futebol de Salão, que se consagra vice-campeã da Associação Platense e representante oficial daquela modalidade. O mini basquete continua invicto e vence o campeonato em sua categoria. Nas bochas vence o Torneio do Centenário do La Plata Gimnasia y Esgrima Club. A Biblioteca amplia seu raio de atuação para a Capital Federal e diversas cidades do interior. Naquela época havia 24.000 volumes.
Na sucessão da presidência estiveram: Sr.Luis Bidart (1992-1992), Sr.Omar Américo De Luca (1992—1993), Sr.Héctor Pablo Boniato (1993-2001).A administração muda para a área esportiva do City Bell. Foi construído no conjunto habitacional, com capacidade para 40 pessoas, uma sala para ginástica desportiva. Os escritórios são renovados e é criada uma sala de reuniões, construída uma churrasqueira aquecida para 150 pessoas, vestiários no campo adjacente para atletas de tênis e futebol, duas salas de recepção para entrada de sócios e filiados, equipadas com sistema de informática.
As melhorias de três quadras de tênis em saibro. A seleção de basquete obtém o título de campeã da Associação Platense dessa modalidade.O time de futebol vence o Campeonato Interbancário. De 2001 a 2013 foi presidente Sr.Ramón Couso (2001-2013). O clube continuou a avançar apesar dos grandes problemas financeiros que enfrentou:novos banheiros estão sendo construídos no salão de festas do andar superior, uma cerca artística é colocada na 20th Street, construção de 30 novas churrasqueiras. Os espaços livres são modernizados com um paisagismo atraente.Um novo sistema de irrigação por aspersão está instalado.
A atividade cultural continua a crescer e a biblioteca já conta com 38 mil volumes. É inaugurado o Complexo Ar condicionado, incluindo: sala de recepção, amplos vestiários femininos e masculinos, rampa de acesso e elevador para pessoas com deficiência, ducha escocesa, sauna úmida e seca, áreas de massagem, piscina coberta, banheiras de hidromassagem. Este complexo confere prestígio e estatuto, e a todo o City Bell e colocar-nos-á num lugar privilegiado entre todas as instituições da cidade. Em processo de construção de um centro desportivo alternativo, destinado principalmente à atividade de voleibol, mas com possibilidades polivalentes.
Em 2013, assume a presidência o Sr.Marcelo Ramirez e a área do fogão é recuperada com mesas e cadeiras novas, mais confortáveis e modernas e concluiu-se o fechamento do frontão, dando-lhe mais possibilidades de utilização e o piso do centro desportivo principal é alterado para piso em parquet para um melhor desenvolvimento da atividade de Basquetebol.

## Títulos conquistados
Feminino
 0 Campeonato Sul-Americano de Clubes
 0 Campeonato Argentino A1
 0 Campeonato Argentino A2
 0Supercopa Argentina
 0 Copa Argentina